# فستیوال نوبوناگای گیفو

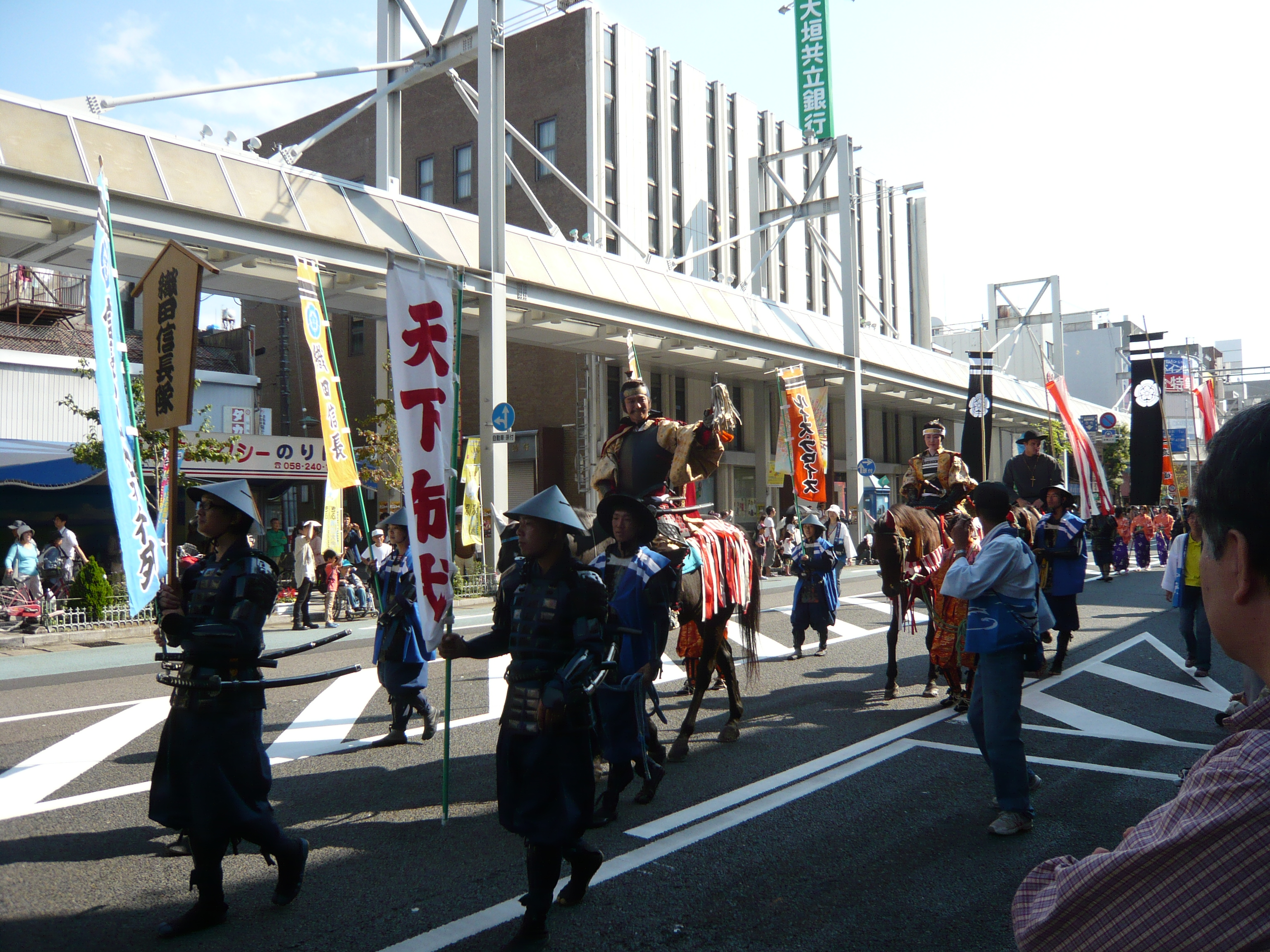

فستیوال نوبوناگای گیفو (به ژاپنی: ぎふ信長まつり) جشنی است که هر ساله در اولین شنبه ماه اکتبر در شهر گیفو، استان گیفو برگزار می‌شود. در این روز خیابان‌های اصلی شهر بر روی وسایل نقلیه بسته می‌شود. توسط قرعه کشی کسانی برگزیده می‌شوند و به عنوان اودا نوبوناگا، سایتو دوسان، اوهیمه و اوایچی بر روی اسب سوار شده و در خیابان رژه می‌روند. دختر و پسران کم سن نیز به رقص ناگاراباشی می‌پردازند.